# Коптелов, Михаил Ефремович
Михаи́л Ефре́мович Копте́лов (1904 — 1952) — советский дипломат. Чрезвычайный и полномочный посланник II класса.

## Биография
Член ВКП(б). На дипломатической работе с 1936 года.
- В 1936—1938 годах — сотрудник центрального аппарата НКИД СССР.
- В 1938—1939 годах — управляющий генеральным консульством СССР в Гданьске (Польша).
- В 1939—1940 годах — управляющий генеральным консульством СССР в Данциге (Германия).
- В 1941 году — первый секретарь Полномочного представительства СССР в Германии.
- До 22 июня 1941 года — генеральный консул СССР в Вене (Германия).
- В 1941—1942 годах — генеральный консул СССР в Пехлеви (Иран).
- В 1943—1944 годах — уполномоченный НКИД СССР при правительстве Узбекской ССР.
- В 1945—1948 годах — заместитель политического советника Союзной контрольной комиссии в Австрии.
- В 1948—1951 годах — политический представитель СССР при правительстве Австрии[1].
- В 1951—1952 годах — заместитель заведующего III Европейским отделом МИД СССР.
- В 1951 году — заместитель начальника Консульского управления МИД СССР.